# Alconeura glauca
Alconeura glauca är en insektsart som beskrevs av Ruppel och Delong 1952. Alconeura glauca ingår i släktet Alconeura och familjen dvärgstritar. Inga underarter finns listade i Catalogue of Life.